# Гуревск (Калининградска област)
 Тази статия е за града в Калининградска област.  За града в Кемеровска област вижте Гуревск (Кемеровска област).  
Гуревск (на руски: Гурьевск) е град в Русия, административен център на Гуревски район, Калининградска област.
Населението на града към 1 януари 2018 е души. Намира се на 7 км североизточно от Калининград.
Основан е през 1262 г. Казва се Ньойхаузен (на немски: Neuhausen)) до 1946 г. Преименуван е в чест на съветския военачалник генерал-майор Гурев (Степан Савельевич Гурьев, 1902 – 1945) на 7 септември 1946 г.